# Landry-François-Adrien François
Landry François Adrien François (28 janvier 1756 Albert - 13 octobre 1837 Péronne) est un homme politique français député de la Somme à la Convention.

## Biographie
Le 1er mai 1782, il est pourvu d'une charge de contrôleur au grenier à sel dans sa ville natale. En 1790, il devient administrateur du district d'Albert.
En 1792, il est élu premier député suppléant de la Somme à la Convention . Il y siège dès le 1er octobre 1792. Il vote la mort de Louis XVI, puis se range avec les Girondins. Après la chute de Robespierre, il participe à la réaction thermidorienne.